# Le Nazi et le Barbier
Le Nazi et le Barbier (titre original : Der Nazi & der Friseur) de l'écrivain juif allemand Edgar Hilsenrath est un roman grotesque publié pour la première fois en 1971 aux États-Unis par les éditions Doubleday dans une traduction anglaise par Andrew White. 
Le roman a pour sujet la Shoah et la judaïté en liaison avec le national-socialisme et la création de l'État d'Israël. En mêlant burlesque et grotesque, s’apparentant aussi à la comédie paradoxale, il raconte le destin d’un Allemand acquis aux idées nazies dont la lente et parfaite métamorphose en un juif stéréotypé lui permettra d’échapper à la justice des hommes, mais pas forcément à sa conscience. 
La première édition allemande date de 1977 chez Literarischer Verlag Braun, Cologne; c'est cette version qui a été traduite et publiée par les éditions Attila.

## Résumé
Deux amis inséparables Max Schulz et Itzig Finkelstein grandissent ensemble dans la même petite ville de campagne en Allemagne. Le premier vit dans un monde sans repère marqué par la violence et la sexualité dépravée de sa mère et son beau-père; le second évolue dans un monde juif traditionnel sans anicroches, presque tout tracé. Max imite Itzig en tout : il observe, apprend, copie et adopte la personne qu’il admire jusqu’au jour du discours déclencheur du Führer qui annonce le basculement de l’intrigue. Le paradoxe de ces deux personnages est que leur physique ne correspond pas à leurs origines respectives selon les clichés de l’époque : Itzig a le type arien, Max rappelle sans aucune hésitation le physique caricatural du juif dépeint par la propagande des XIXe siècle et XXe siècle. Tout le roman est basé sur cette confusion cyclique, cette tare que Max saura transformer en un avantage quand le moment l’exigera. Une fois la métamorphose de Max en Itzig parachevée, les trois-quarts du roman emmène le lecteur dans deux environnements qui lui sont nettement moins familiers: celui de Berlin en ruines pendant la Nachkriegszeit et celui de la création de l’État d’Israël avec ses organisations clandestines, les kibboutzim et les différentes guerres qu’a connues ce pays avec les pays voisins. Le petit garçon allemand insignifiant deviendra un héros de l’indépendance d’Israël dont personne ne voudra contester la judaïté. Tout le grotesque est là.

## Organisation interne
- Livre premier 
  - Chapitre 1 à 11: L’enfance, la montée du nazisme, les Einsatzgruppen, l’extermination
- Livre second 
  - Chapitre 1 à 7: Dans les ruines de Berlin, nouvelles rencontres, lente transformation de Max en Itzig
- Livre troisième
  - Chapitre 1 à 7: 1946, Max n’existe plus par lui-même, activités de marché noir
- Livre quatrième 
  - Chapitre 1 à 6: Périple sur le bateau Exitus et débarquement en Palestine
- Livre cinquième 
  - Chapitre 1 à 22: Les débuts en Palestine, puis Israël, l'expérience du soldat allemand au profit de la cause sioniste
- Livre sixième 
  - Chapitre 1 à 10: 1950, déménagement, stabilisation et embourgeoisement de la vie de Max alias Itzig.

## La perspective du criminel
Le récit, raconté par le criminel lui-même, est conçu comme la biographie d'un SS, auteur d'innombrables meurtres, surveillant dans un camp de concentration, Max Schulz, qui, après l'effondrement du Troisième Reich, a usurpé une identité juive et a gagné Israël, afin d'échapper aux poursuites en Allemagne.
Le grotesque est caractérisé par le fait que les attentes du lecteur sont déçues de manière calculée et par le renversement des clichés habituels, par exemple ce qui concerne l'Allemand Max Schulz et son ami et camarade d'école le juif Itzig Finkelstein:
« Mon ami Itzig était un blond aux yeux bleus, il avait le nez droit, les lèvres bien dessinées et de bonnes dents. Moi, au contraire, Max Schulz, j'avais des cheveux noirs, des yeux de grenouille, le nez crochu, de grosses lèvres et de mauvaises dents ».
Une autre particularité souligne la perspective du criminel, pour les lecteurs allemands de l'époque une nouveauté:
« Les lecteurs allemands sont depuis des années familiers avec des romans, des récits et des pièces de théâtre qui ont pour sujet la persécution et l'anéantissement des Juifs sous Hitler et sont traités de façon satirique-poétique et comique-grotesque. Mais tous sont conçus sous l'angle de la perspective des victimes, Hilsenrath au contraire choisit pour son roman la perspective du criminel ».

## Publication
Hilsenrath éprouve des difficultés pour la publication de l'ouvrage en Allemagne comme cela avait déjà été le cas pour son premier roman La Nuit, parce qu'il brisait le tabou philosémite qui voulait que dans la littérature allemande d'après-guerre les juifs ne soient représentés que d'une manière positive, comme des sortes de héros.« L'air du temps est au philosémitisme. Effroyable spectre aux yeux embués. Qui un jour sécheront. » (Livre Troisième, chapitre 7, p. 234)
Hilsenrath au contraire décrit les juifs comme il décrirait d'autres hommes, avec leurs côtés positifs et négatifs, et il considère le philosémitisme comme un bonnet retourné dont on les aurait coiffés, donc comme une forme cachée d'antisémitisme toujours présent.
Bien que l'ouvrage ait déjà été publié aux États-Unis en 1971 et eût été fort bien accueilli, le manuscrit fut refusé par de nombreux éditeurs en Allemagne, sous prétexte qu'on ne doit pas écrire ainsi sur les Juifs. Ce n'est que six ans après la publication aux États-Unis que l'ouvrage est paru en 1977 en Allemagne chez un petit éditeur de Cologne, Helmut Braun.
En France, le roman a été publié aux éditions Attila  (2010) puis aux éditions Le Tripode (2018). La traduction est de Jörg Stickan et de Sacha Zilberfarb.

## Réception
Aux États-Unis, la publication du roman rencontre un grand succès, alors qu'en Allemagne, à cause du tabou philosémite, elle suscite des controverses. Dans une critique, Heinrich Böll rend hommage à la qualité littéraire de l'œuvre et à son style, « qui foisonne plein de sève et pourtant touche souvent juste, déployant une poésie à la fois sombre et calme ». Le Nazi et le Barbier jouit depuis lors, de même que l'ensemble de l'œuvre d'Hilsenrath, d'une popularité croissante en Allemagne. En 1979, Le Nazi et le Barbier est cité en Suède comme l'un des trois meilleurs livres parus. La valeur académique de l'œuvre d'Hilsenrath est désormais reconnue en Allemagne et à l'étranger - avant tout aux États-Unis.

## Le début
« Je me présente : Max Schulz. Fils illégitime mais aryen pure souche de Minna Schulz, au moment de ma naissance servante dans la maison du fourreur juif Abramowitz. Mes origines aryennes pure souche ne font aucun doute, car l'arbre généalogique de ma mère, ladite Minna Schulz, sans aller jusqu'à la bataille d'Arminius, remonte au moins jusqu'à Frédéric le Grand ».

## Éditions françaises
- Traduit par Marie-Louise Ponty-Audiberti (depuis le texte anglais), Paris, Éditions Fayard, 1974, 444 p.  (ISBN 2-213-00020-4)
- Traduit par Jörg Stickan et Sacha Zilberfarb (depuis le texte original allemand), Paris, Attila, 2010, 510 p.  (ISBN 978-2-917084-17-5)
  - réédition, Paris, Points no P2794, 2012  (ISBN 978-2-7578-2853-3)
  - réédition, Paris, Le Tripode, coll. « Météores » no M015, 2018, 465 p.  (ISBN 978-2-37055-161-0)